# Amblimont
Amblimont eine Ortschaft und eine ehemalige französische Gemeinde mit 211 Einwohnern (Stand 1. Januar 2022) im Département Ardennes in der Region Grand Est. Sie gehörte zum Arrondissement Sedan und zum Kanton Carignan.
Mit Wirkung vom 1. Januar 2016 wurden die früheren Gemeinden Amblimont und Mouzon zu einer Commune nouvelle mit dem identen Namen Mouzon zusammengeschlossen und haben in der neuen Gemeinde den Status einer Commune déléguée inne. Der Verwaltungssitz befindet sich im Ort Mouzon.

## Lage
Nachbarorte von Amblimont sind 
- Remilly-Aillicourt und Douzy im Nordwesten,
- Brévilly, Mairy und Tétaigne im Nordosten,
- Euilly-et-Lombut im Osten,
- Mouzon im Südosten,
- Autrecourt-et-Pourron im Südwesten,
- Villers-devant-Mouzon im Westen.

## Bevölkerungsentwicklung
| Jahr      | 1962 | 1968 | 1975 | 1982 | 1990 | 1999 | 2008 | 2015 |
| --------- | ---- | ---- | ---- | ---- | ---- | ---- | ---- | ---- |
| Einwohner | 179  | 150  | 163  | 159  | 164  | 143  | 144  | 195  |